# Pływanie na Letnich Igrzyskach Olimpijskich 1900 – 4000 metrów stylem dowolnym
Konkurencja pływacka 4000 metrów stylem dowolnym na Letnich Igrzyskach Olimpijskich 1900 w Paryżu odbyła się 15 (półfinały) i 19 (finał) sierpnia 1900. W zawodach wzięło udział 29 pływaków.

## Wyniki

### Półfinały
Zwycięzca każdego półfinału kwalifikował się do finału (Q), a spośród pozostałych awansowało sześciu z najlepszymi czasami (q).

#### Półfinał 1
| Poz. | Zawodnik           | Kraj            | Wynik     | Uwagi |
| ---- | ------------------ | --------------- | --------- | ----- |
| 1.   | John Arthur Jarvis | Wielka Brytania | 1:01:48,4 | Q     |
| 2.   | Thomas Burgess     | Wielka Brytania | 1:15:04,8 | q     |
| 3.   | Louis Martin       | Francja         | 1:22:29,6 | q     |
| 4.   | Alois Anderlé      | Austria         | 1:26:25,6 | q     |
| 5.   | Lagarde            | Francja         | 1:38:31,8 |       |
| 6.   | de Romand          | Francja         | 1:50:36,4 |       |
| 7.   | Fumouze            | Francja         | 2:02:27,0 |       |
| –    | Hermand            | Belgia          | DNF       |       |
| –    | Georges Leuillieux | Francja         | DNF       |       |

#### Półfinał 2
| Poz. | Zawodnik      | Kraj            | Wynik     | Uwagi |
| ---- | ------------- | --------------- | --------- | ----- |
| 1.   | Zoltán Halmay | Węgry           | 1:11:33,4 | Q     |
| 2.   | Eduard Meijer | Holandia        | 1:17:55,4 | q     |
| 3.   | William Henry | Wielka Brytania | 1:22:58,4 | q     |
| 4.   | Texier        | Francja         | 1:31:02,8 |       |
| 5.   | Kobierski     | Francja         | 1:37:10,4 |       |
| 6.   | Lué           | Francja         | 1:46:40,4 |       |
| –    | L. Baudoin    | Francja         | DNF       |       |
| –    | Gallais       | Francja         | DNF       |       |
| –    | Landrich      | Francja         | DNF       |       |

#### Półfinał 3
| Poz. | Zawodnik       | Kraj            | Wynik     | Uwagi |
| ---- | -------------- | --------------- | --------- | ----- |
| 1.   | Fabio Mainoni  | Włochy          | 1:25:16,6 | Q     |
| 2.   | Ernest Martin  | Francja         | 1:28:32,6 | q     |
| 3.   | Louis Laufray  | Francja         | 1:35:05,2 |       |
| 4.   | Mortier        | Francja         | 1:40:16,8 |       |
| –    | Jules Clévenot | Francja         | DNF       |       |
| –    | Pierre Gellé   | Francja         | DNF       |       |
| –    | Heyberger      | Francja         | DNF       |       |
| –    | E. T. Jones    | Wielka Brytania | DNF       |       |
| –    | Loppé          | Francja         | DNF       |       |
| –    | Regnault       | Francja         | DNF       |       |
| –    | Vallée         | Francja         | DNF       |       |

### Finał

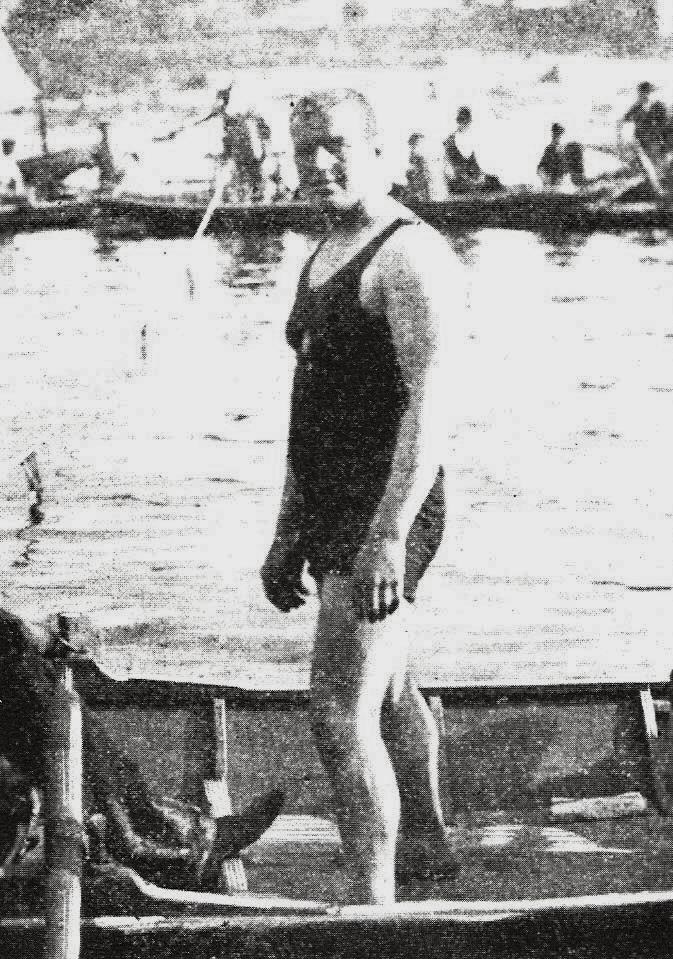
John Arthur Jarvis

| Poz.   | Zawodnik           | Kraj            | Wynik      | Uwagi |
| ------ | ------------------ | --------------- | ---------- | ----- |
| złoto  | John Arthur Jarvis | Wielka Brytania | 58:24,0    | OR    |
| srebro | Zoltán Halmay      | Węgry           | 1:08:55,41 |       |
| brąz   | Louis Martin       | Francja         | 1:13:08,4  |       |
| 4.     | Thomas Burgess     | Wielka Brytania | 1:15:07,6  |       |
| 5.     | Eduard Meijer      | Holandia        | 1:16:37,2  |       |
| 6.     | Fabio Mainoni      | Włochy          | 1:18:25,4  |       |
| 7.     | Ernest Martin      | Francja         | 1:26:32,2  |       |
| –      | Alois Anderlé      | Austria         | DNF        |       |
| –      | William Henry      | Wielka Brytania | DNF        |       |